# شتيبان مالي
كان شتيبان مالي (بالأبجدية الصربية السيريلية: Шћепан Мали؛ ويُنطق [ɕt͡ɕɛ̂paːn mâːli])؛ أو كما تُرجم اسمه ستيفن الضئيل أو ستيفن الصغير أو ستيفن المتواضع (حوالي عام 1739 – 22 سبتمبر 1773)، الوحيد الذي تقلد لقب «تسار» الجبل الأسود (مونتينيغرو)، وتولى حكم البلاد بنظام الملكية المطلقة منذ عام 1768 حتى وفاته، تولى شتيبان رغم أصله غير المعلوم، حكم مونتينيغرو بعد انتشار شائعة تدّعي إنه الإمبراطور الروسي المعزول بيوتر الثالث، والذي توفي قبل بضعة أعوام من ذيوع شهرة شتيبان في البلقان.
وصل شتيبان إلى مونتينيغرو في خريف عام 1766، من غير معروف إذا ما كان شتيبان هو اسمه الحقيقي، كما إنه غير معروف السبب من إطلاق لقب مالي عليه، ليس أيضًا ثمة معلومات مؤكدة عمن أطلق شائعة أن شتيبان هو بيوتر والسبب وراء إطلاقها، لم يصرح شتيبان ذاته بأنه بيوتر كما لم ينفِ ذلك أيضًا، ألمح شتيبان مرات عدة بصورة مبهمة خلال عام 1767 إلى أنه الإمبراطور الراحل، ما حمل أغلب شعب مونتينيغرو على تصديق ذلك مع مرور الوقت، لم ينفك أغلب شعب مونتينيغرو يصدقون الشائعات، على الرغم من محاولات الحاكم الشرعي لمونتينيغرو، الأمير الأسقف سافا، والذي كان قد التقى بيوتر الحقيقي بشخصه وتلقى في ما بعد رسالة من السفير الروسي في القسطنطينية تنقل إليه خبر وفاة بيوتر، لكشف حقيقة شتيبان للناس، أُعلن شتيبان حاكمًا للبلاد عام 1767، وأُبعد سافا عن الأنظار وفُرضت عليه الإقامة الجبرية داخل ديره، من هنا تولى شتيبان زمام السلطة كحاكم مطلق.
ثمة دلائل على أن فترة حكم شتيبان كانت عهدًا مثمرًا. فلقد نجح في توحيد القبائل المتناحرة للمرة الأولى في تاريخ البلاد، وكما أجرى إصلاحات اجتماعية وإدارية ودينية أرست بدورها الأسس لتتحول مونتينيغرو إلى دولة بمفهومها الحقيقي، أثار الظهور المفاجئ «لإمبراطور روسي» في البلقان المخاوف في أوروبا، تساءل الكثيرون عمن هو شتيبان وعن سبب انتحاله شخصية بيوتر ونواياه من ذلك، شعرت الدولة العثمانية بالقلق إزاء جهود مونتينيغرو نحو التنمية، غير إن محاولتهم لغزو مونتينيغرو باءت بالفشل عام 1768. كانت إيكاترينا الثانية أرملة بيوتر، التي تولت الحكم خلفًا له، غاضبة تمامًا وفشلت محاولاتها العديدة لإسقاط شتيبان عن الحكم. وصل وفد روسي أخيرًا إلى مونتينيغرو عام 1769 وكشف حقيقة انتحال شتيبان شخصية بيوتر، واعتقلوه لفترة وجيزة قبل أن يطلقوا سراحه ثم أعادوه لتولي الحكم بعد أن أدركوا أنه الأجدر بحكمه، وافق شعب مونتينيغرو، رغم خيبة أملهم إثر كشف النقاب عن حقيقة شتيبان، على استمراره في تولي الحكم، إذ أصبح مدعومًا من روسيا وكذلك لقلة البدائل المناسبة، أُصيب شتيبان عام 1771 في حادث تفجير لغم. أصبح شتيبان إثر ذلك الحادث، يتنقل محمولًا في محفة، سنَّ شتيبان خلال الأعوام القليلة الأخيرة في حكمه العديد من الإصلاحات التشريعية، والتي شملت إنشاء محكمة يرأسها قادة قبائل مونتينيغرو لتطبيق العدالة وتشريع عقوبة الإعدام وتعزيز سلطة الحكومة المركزية، استمر حكم شتيبان حتى قُتل بيد أحد خدمه بعد تلقيه رشوة من العثمانيين في سبتمبر 1773.
لا يزال إرث شتيبان محفورًا في الوجدان الثقافي لمونتينيغرو الحديثة والبلاد المجاورة، فلا يزال يُشار إليه كحاكم مثالي ومحتال، وهو الأمر الذي مثل مفارقة، كُتبت عنه العديد من القصص والسير الذاتية، كما تناولت حياته مسرحيتان وفيلمان روائيان. عُرض فيلم («التسار المزيف»)، الذي يتناول حياته، لأول مرة عام 1955، وهو أول فيلم روائي من إنتاج مونتينيغرو.

## خلفية
حكم بيوتر الثالث الإمبراطورية الروسية لفترة وجيزة، بين 5 يناير حتى 9 يوليو 1762، ورحل بعد وقت قصير من تنازله عن العرش، ومن المرجح أنه قُتل في مكيدة دبرتها زوجته إيكاترينا الثانية والتي تولت حكم الإمبراطورية خلفًا له، سرت بعد ذلك الشائعات في روسيا وحول العالم بأن التسار لم يمُت بل أُجبِر على الرحيل عن الإمبراطورية، أدت تلك الشائعات إلى ظهور العديد من الأشخاص منتحلين شخصية بيوتر، من بينهم الأتامان إميليان بوغاتشيف الذي قاد تمردًا فاشلًا في منتصف سبعينات القرن الثامن عشر لخلع إيكاترينا عن الحكم والاستيلاء على العرش.
كان أمير أسقفية مونتينيغرو في ذلك الوقت خاضعًا بعض الشيء رغم استقلاله للدولة العثمانية، كانت الحكومة المركزية للدولة العثمانية ضعيفة نسبيًا آنذاك، ونتيجة لذلك شنت جيوش مونتينيغرو الحروب عليها من حين لآخر. ظلت مونتينيغرو بوصفها منطقة جبلية صغيرة، إحدى المناطق المسيحية الأرثوذكسية القليلة التي كانت تتمتع بدرجة من الاستقلال في البلقان، وظل العثمانيون يمثلون تهديدًا لاستمرارها، كانت مونتينيغرو على الحدود عبر ساحل البحر الأدرياتيكي مع جمهورية البندقية التي كانت تفقد سيطرتها على الإقليم تدريجيًا. عانت مونتينيغرو من نشوب نزاعات داخلية متكررة وضعف سيطرة حاكمها حينئذ الأمير الأسقف سافا. لم يحظَ سافا باحترام كافٍ بين جموع شعب مونتينيغرو، إذ كان حاكمًا ضعيفًا. كان قد شاركه الحكم ابن عمه فاسيلي بيتروفيتش الذي حظي باحترام كبير وكان الأجدر، حتى رحل فاسيلي عن الحياة في 10 مارس 1766، تاركًا قيادة بلده لمن هو غير كفء لها. لم تكن مونتينيغرو في ذلك الوقت قد أصبحت دولة حقيقية بعد، بل كانت أشبه بخليط من القبائل المتفرقة ذاتية الحكم، والشبيهة بجماعات البدو الرُّحل، والتي اتحدت فقط خوفًا من المخاطر الخارجية، من هنا كان أحد الأسباب التي قام عليها نجاح شتيبان مالي هي الشائعة التي انتشرت بين جموع شعب مونتينيغرو وإيمانهم بها وأملهم في ظهور مخلص.
لا نعرف حتى الآن حقيقة شخصية شتيبان غير إنه من المؤكد أنه لم يكن من روسيا. فبرغم إنه عرّف نفسه باسم شتيبان، فليس ثمة دلائل كثيرة تشير إلى كون ذلك اسمه الحقيقي، ربما وقع اختياره على ذلك الاسم بسبب أصل معناه (ستيفانوس يعني التاج في اللغة اليونانية)، أو قد يكون مشتقًا من أسماء حكام الصرب في العصور الوسطى (كالإمبراطور ستيفان دوشان) الذين اعتادوا استخدام اسم ستيفان مع أسماء ميلادهم. كما لم يُعرف حتى الآن أصل لقب مالي (الذي يعني الصغير أو الضئيل أو المتواضع) الذي أطلقه شتيبان على نفسه.
ظهرت حديثًا إحدى النظريات، كان أول من أيدها راستيسلاف بيتروفيتش (2001) ودوشان جيه. مارتينوفيتش (2002)، لتقول بأن شتيبان مالي هو جوفان ستيفانوفيتش بالجيفيتش، والذي يُعرف من ناحية أخرى بكونه أول من ناقش أطروحة علمية لدرجة الدكتوراه في مونتينيغرو. أمضى بالجيفيتش سنوات عديدة في المجر ومارس عدة أعمال لكسب المال من بينها تزوير جوازات السفر، ثم عمل ضابطًا بالجيش الإمبراطوري الروسي. قدم بيتروفيتش ومارتينوفيتش دلائل تفيد باختفاء بالجيفيتش لعدة سنوات قبل عام 1769 وانتقاله إلى مونتينيغرو، برغم الاعتقاد السائد بوفاته عام 1769. لم تستطع تلك المعلومات التي تتناول شخصية بالجيفيتش، رغم صحتها، كشف جميع الحقائق، حيث لا يزال الغموض يكتنف دوافعه التي نشأت في ما بعد.